# Spidron

Primer Spidron creado por Dániel Erdély en 1979

Un spidron es una compleja figura geométrica compuesta enteramente de polígonos. En cuanto a su construcción, cada punto anguloso es conectado con el subsiguiente. Este proceso infinito resulta en la creación de un spidron. 

## Origen y desarrollo

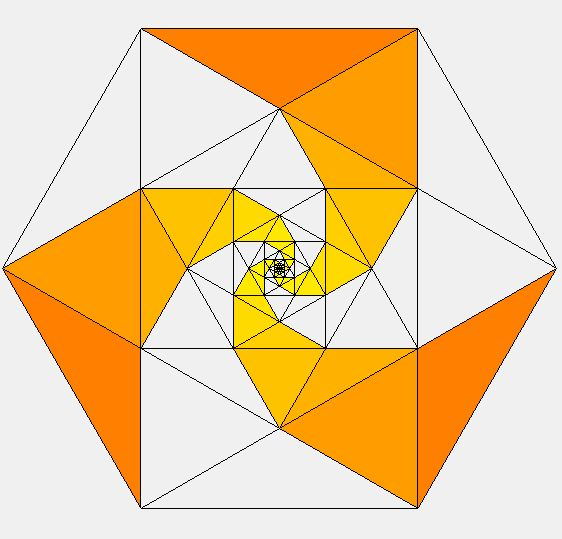
Spidron hexagonal

Fue modelado por primera vez en 1979 por Dániel Erdély para la clase de diseño de Erno Rubik, en la Universidad húngara de Arte y Diseño (ahora: Moholy-Nagy Universidad de Arte y Diseño). Por lo tanto Dániel Erdély dio el nombre de Spidron a esta forma. El nombre proviene de las palabres inglesas Spider (araña) y spiral (espiral) porque la forma le recordó la de una tela de araña.
En su trabajo inicial, Erdély comenzó con un hexágono. Combinó todas las esquinas con las del hexágono envolvente siguiente. En su análisis matemático de los spidrones, Stefan Stenzhorn demostró que cualquier polígono (distinto de cuatro lados) puede ser utilizado para crear un spidron. Además, se puede variar el número de puntos a la siguiente combinación. Stefan Stenzhorn razonó que después de todo, el spidron hexágonal inicial es solo el caso especial de un spidron general.
En un plano de dos dimensiones, es posible realizar una teselación mediante spidrones. La forma es conocida por muchas obras de M.C. Escher, quien se dedicó a la búsqueda de cuerpos de alta simetría. Debido a su simetría, son también un objeto interesante para los matemáticos.
Los spidrones pueden aparecer en un gran número de versiones, y las diferentes formaciones hacen posible el desarrollo de una gran variedad de tipos. El sistema de spidrones fue galardonado con una medalla de oro en la exposición Genius Europa en 2005. Se ha presentado en una serie de revistas de arte, conferencias y exposiciones internacionales. Los desarrollos en el campo de los spidrones son un producto colectivo del trabajo de personas de todo el mundo.

## Uso práctico

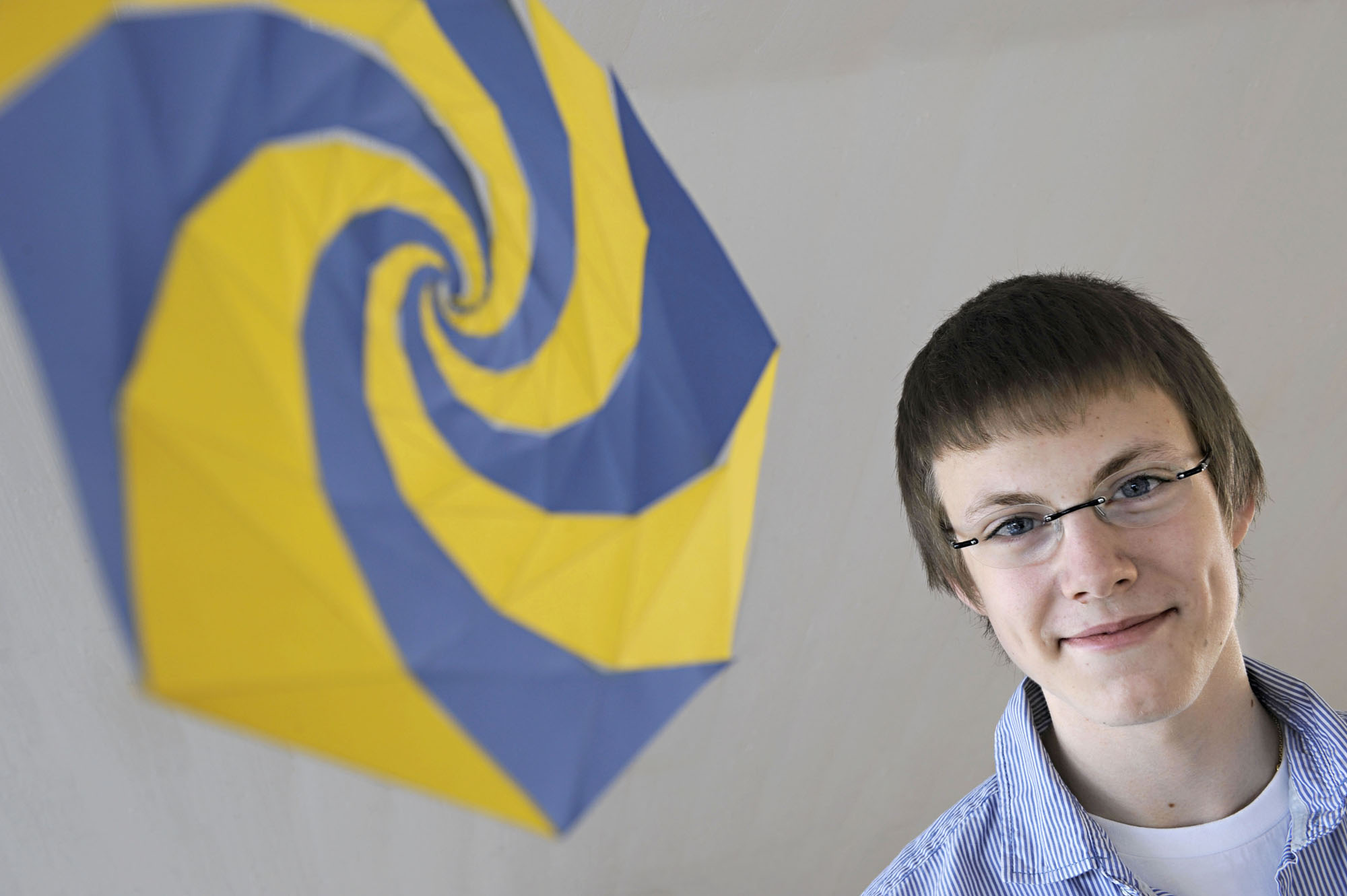
Relieve de spidrones creado por Stefan Stenzhorn

Teniendo en cuenta el uso de los spidrones, Dániel Erdély enumeró varias posibles aplicaciones:
- Se ha planteado que varias capas de spidrones repetidas en relieve podrían ser utilizados como zonas de choque amortiguadores de deformación o en vehículos. Sus propiedades de llenado del espacio lo hacen apto para la construcción de bloques de construcción o juguetes.
- La superficie podría ser utilizada para crear una pared acústica ajustable o un sistema de células solares que sigan al sol de una manera sencilla.
- Varios edificios y estructuras plegables estáticas también se pueden desarrollar basándose en esta investigación geométrica, que puede tener utilidad en los viajes espaciales ".[2]